# 同步串行通信
同步串行通信（Synchronous serial communication）是指“在连续流中以恒定速率传输数据”的串行通信协议。
同步串行通信要求计时器在发出设备与接收设备中达到“同步”，即按相同速率运行，使得接收端可以在与发出端相同的时间区段对信号进行采样。同步串行通信无需“开始比特”与“停止比特”，因此，相较于异步串行通信，同步串行通信允许单位时间内传递更多的信息。随着时间的推移，发送端与接收端的计时器会产生差异，需要执行“重新同步”（resynchronization）。